# Hoedja
Hoedja (Oekraïens: Гудя, Hongaars: Gődényháza) is een dorp in de Oekraïense oblast Transkarpatië. Ze ligt aan de rivier Batar in de gemeente Korolevo.